# ナリタブライアン記念館
ナリタブライアン記念館（ナリタブライアンきねんかん）とは、かつて北海道新冠郡新冠町朝日にあった競走馬・ナリタブライアンに関する資料などを展示する記念館である。ナリタブライアン自身が繋養されていたCBスタッドのパドックに建設された。当施設の近くにはナリタブライアンショップもあり、関連グッズなどが販売されていた。
2008年9月に閉館後、施設は売りに出されたのち、優駿スタリオンステーションを運営する株式会社優駿が管理する「優駿メモリアルパーク」の一施設となり優駿記念館（ゆうしゅんきねんかん）と名を改め、展示物をオグリキャップに関するものに入れ替えたうえで2011年から公開されている。

## 歴史
- 2000年 - 9月27日に開館[2]。この日はナリタブライアンの命日でもある。
- 2002年 - CBスタッドが破産した影響で一時閉鎖となるが、有限会社ケンブリッジバレーの援助により営業再開。
- 2008年 - 9月30日をもって再度閉館[2]。
- 2011年 - 株式会社優駿により「優駿記念館」として開館。

## 施設概要
優駿記念館に改称以降の施設概要は以下のとおり。
- 開館時間 - 10時00分から16時00分
- 休館日 - 冬季（開館・閉館日は公式サイトにて告知）
- 入館料 - 無料

## おもな展示品

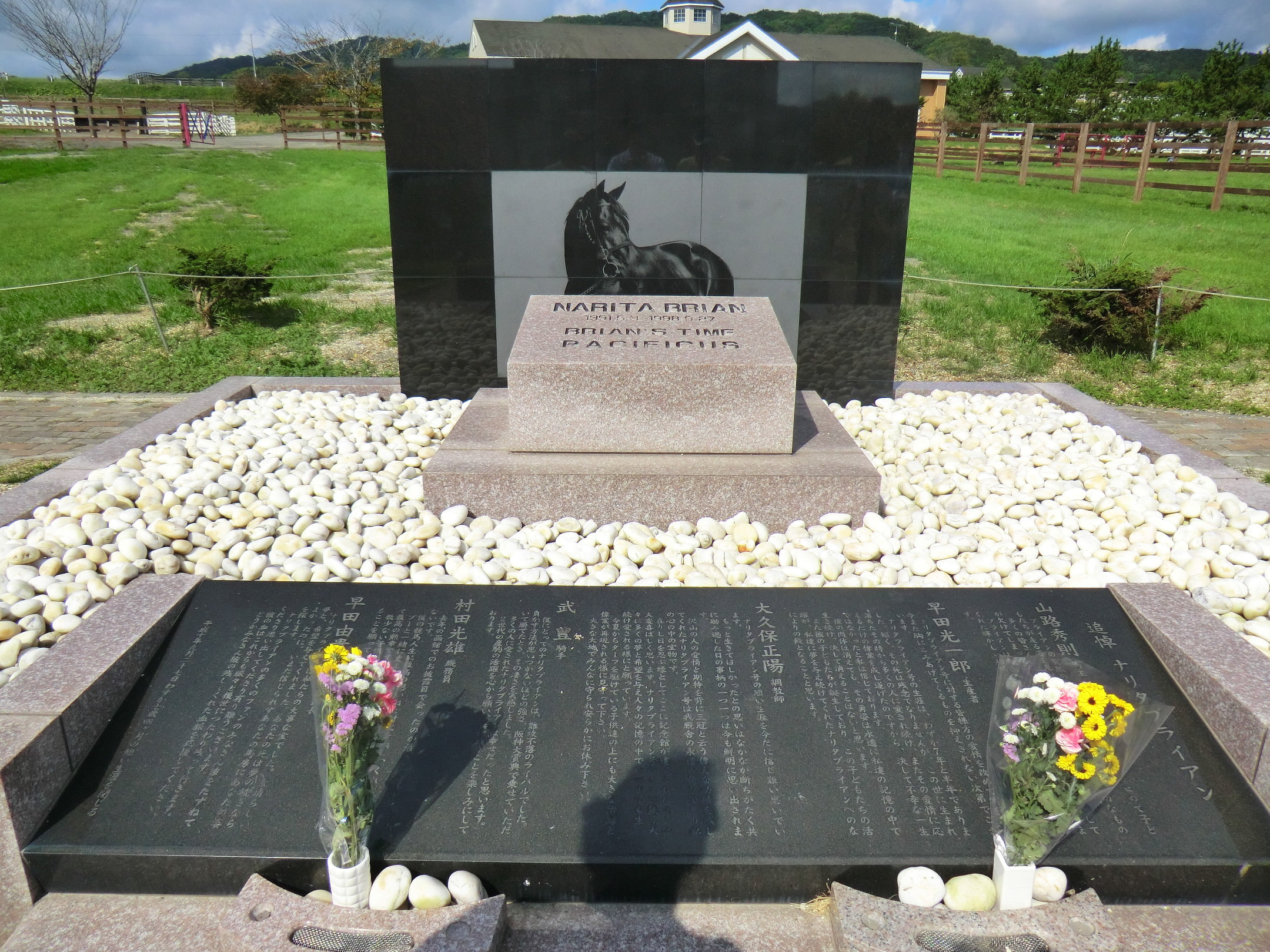
ナリタブライアン馬碑

展示品は主にオグリキャップ関連となっているが、敷地内にはナリタブライアンのものを含め13基の馬碑があり、参拝も可能。
- 等身大のオグリキャップ像
- 記念写真
- 重賞競走の肩掛け
- ファンからのメッセージ
- ナリタブライアン馬碑
- 新冠町に関係する競走馬の写真、記念碑